# Bank of Scotland
De Bank of Scotland is een Schotse bank, opgericht in 1695 en gevestigd te Edinburgh. De bank is een onderdeel van Lloyds Banking Group.
In Duitsland is Bank of Scotland een handelsnaam van de Duitse bank Lloyds Bank GmbH, die onderdeel is van Lloyds Banking Group.

## Bank of Scotland Nederland
Sinds 1999 is de Bank of Scotland ook in Nederland actief, tegenwoordig onder de naam Lloyds Bank, nu als handelsnaam van Lloyds Bank GmbH. Op het gebied van hypotheken is de bank in Nederland sinds de start in 1999 uitgegroeid tot een middelgrote geldverstrekker met een uitstaand hypotheekvermogen van ruim € 8 miljard. Daarnaast biedt de bank sinds 2010 spaarmogelijkheden via internet.

## Onderdeel Lloyds Banking Group
Lloyds Banking Group is de internationaal opererende financiële groep die in januari 2009 ontstond door de fusie van HBOS en Lloyds TSB. Met meer dan 100.000 medewerkers en 30 miljoen klanten is Lloyds Banking Group de grootste retailbank van het Verenigd Koninkrijk. Wereldwijd is Lloyds Banking Group actief in meer dan 30 landen.

## Brits depositogarantiestelsel
Bank of Scotland plc is aangesloten bij het Britse depositogarantiestelsel, het zogenaamde 'Financial Services Compensation Scheme (FSCS)'. Het FSCS kent per 31 december 2010 een garantielimiet van ca € 100.000,- deze limiet is gebaseerd op de limiet die geldt in de Eurozone. In geval van het inroepen van het depositogarantiestelsel geldt als wettelijke doelstelling dat de klanten die een claim indienen binnen 7 dagen gecompenseerd worden.

## Trivia
- Bank of Scotland was vanaf 2 maart 2011 tot en met het einde van het seizoen 2010-2011 de shirtsponsor van FC Utrecht. Het internationale bankconcern en FC Utrecht zijn een hoofdsponsorovereenkomst overeengekomen.